# (207) Hedda
(207) Hedda est un astéroïde de la ceinture principale découvert par Johann Palisa le 17 octobre 1879.

## Désignation
Son nom fait référence à Hedwig, l'épouse de l'astronome August Winnecke.
Il ne doit pas être confondu avec un autre astéroïde, (673) Edda.